# Super Kong
Super Kong (A*P*E in inglese; 킹콩 의 대역습?, King Kong eui daeyeokseup, lett. "Il contrattacco di King Kong" in coreano) è un film del 1976 diretto da Paul Leder (padre di Mimi Leder). Venne coprodotto in Corea del Sud e Stati Uniti, da Film Kukje e Lee Ming Film Co.
È un film a basso costo girato sulla scia del successo del più celebre film King Kong di Dino De Laurentiis del 1976 e distribuito all'incirca nello stesso periodo.

## Trama
Un gigantesco gorilla di circa 10 metri fugge da una petroliera al largo delle coste della Corea. Esso raggiunge terra, non prima di essersi battuto contro un gigantesco squalo bianco, e terrorizza la popolazione distruggendo anche diversi edifici, per poi trovare e rapire un'attrice americana di nome Marilyn; dal quel momento l'enorme creatura seminerà il panico nella città (affrontando anche un serpente gigante), e dovrà perfino vedersela con l'esercito militare.
I militari riusciranno alla fine a uccidere l'enorme scimmia, spingendo un osservatore a commentare, "Era troppo grande per un mondo piccolo come il nostro!".

## Produzione
Il film venne girato in due settimane pur di uscire prima di King Kong diretto da John Guillermin, il remake prodotto da Dino De Laurentis dell'omonimo film del 1933, in modo da sfruttarne l'aspettativa e la campagna pubblicitaria. Paul Leder, già autore di diversi film di serie B e padre della regista Mimi Leder, decise infatti di realizzare una pellicola che avesse elementi della trama in comune: ad esempio la relazione tra il gorilla gigante e l'attrice americana è sostanzialmente ripreso dalla storia di Kong con Ann Darrow, o ancora l'inizio del film in cui il gorilla fugge dalla petroliera è chiaramente una scena alternativa di quella in cui Kong viene catturato nell'Isola del Teschio e deportato negli Stati Uniti.
Quando il film fu annunciato venne inizialmente intitolato The New King Kong, come pubblicizzato da un teaser poster. Quando RKO Pictures, la società che possedeva i diritti su King Kong, lo scoprì, presentò una querela per 1,5 milioni di dollari contro la società produttrice. A causa della vertenza legale, il titolo venne cambiato in A*P*E (anche se col passare degli anni il titolo venne cambiato anche in Attack of the Giant Horny Gorilla e  Hideous Mutant) e lo slogan "Da non confondere con King Kong" venne aggiunto a locandine e trailer del film. La società fu tuttavia in grado di utilizzare il nome King Kong, o anche solo Kong, non solo nella sua nativa Corea del Sud, ma anche in alcuni mercati internazionali.
Il gorilla gigante è stato impersonato con un costume, per le scene di distruzione si ricorse all'uso dei modellini, mentre per le scene con il gigantesco squalo bianco e il serpente gigante, si utilizzò uno squalo e un serpente vero, i cui versi si ottennero artificialmente. Gli edifici in miniatura costarono all'incirca $1.200, mentre il budget totale si stima fosse di circa $23.000.
Il titolo del film A*P*E (che in lingua inglese significa scimmia) è l'acronimo di Attacking Primate MonstEr ed è un riferimento al film M*A*S*H ambientato in Corea qualche anno prima, mentre lo squalo con cui si scontra il gorilla poco dopo l'inizio del film è un richiamo al film Lo squalo, di Steven Spielberg, uscito un anno prima.

## Critica
Super Kong è stato ampiamente stroncato dalla critica.
Gran parte dei commenti critici al film si incentra sulla scarsissima qualità degli effetti speciali e visivi, come dimostra John J. B. Wilson (ideatore dei Razzie Award) che criticò il costume da gorilla utilizzato nel film affermando che "Appare più come un cappotto di lana d'agnello cucito da una nonna anziché una scimmia vera", aggiungendo poi che "Persino un bambino di cinque anni potrebbe notare che gli edifici e i veicoli sono fasulli". Negli anni successivi il film apparve addirittura sulla copertina della rivista The Official Razzie Movie Guide, fondata dallo stesso Wilson per i film peggiori della storia.
Il film soffre anche di molti altri problemi: recitazioni poco realistiche, molte scene o dialoghi spesso interrotti o mostrati a scatti per alcuni montaggi fatti male, scarso realismo degli effetti sonori, bassa qualità artistica e colonna sonora considerata una delle peggiori di sempre.
(Fantafilm)